# Serbia en los Juegos Olímpicos de París 2024
Serbia estuvo representada en los Juegos Olímpicos de París 2024 por un total de 112 deportistas que compitieron en 15 deportes. Responsable del equipo olímpico es el Comité Olímpico de Serbia, así como las federaciones deportivas nacionales de cada deporte con participación.
Los portadores de la bandera en la ceremonia de apertura fueron el jugador de waterpolo Dušan Mandić y la voleibolista Maja Ognjenović.

## Medallistas
El equipo olímpico de Serbia obtuvo las siguientes medallas:
| Nombre                      | Deporte    | Competición        |
| --------------------------- | ---------- | ------------------ |
| Oro                         |            |                    |
| Novak Djokovic              | Tenis      | Individual M       |
| Zorana Arunović Damir Mikec | Tiro       | Pistola 10 m mixto |
| Equipo                      | Waterpolo  | Torneo M           |
| Plata                       |            |                    |
| Aleksandra Perišić          | Taekwondo  | –67 kg F           |
| Bronce                      |            |                    |
| Equipo                      | Baloncesto | Torneo M           |